# Епархия Нкайи
Епархия Нкайи (лат. Dioecesis Nkayiensis) — епархия Римско-Католической церкви c центром в городе Нкайи, Республика Конго. Епархия Нкайи распространяет свою юрисдикцию на территорию департаментов Буэнза и Лекуму. Епархия Нкайи входит в митрополию Пуэнт-Нуара.

## История
5 декабря 1983 года Римский папа Иоанн Павел II издал буллу Quandoquidem Christi, которой учредил епархию Нкайи, выделив её из епархии Пуэнт-Нуара.
24 мая 2013 года из епархии Нкайи выделена епархия Долизи.
30 мая 2020 года с образованием митрополии Пуэнт-Нуара епархия Нкайи вошла в её состав.

## Ординарии епархии
- епископ Ernest Kombo S.J.[3] (5.12.1983 — 7.07.1990), назначен епископом Овандо
- епископ Bernard Nsayi (7.07.1990 — 16.10.2001)
- епископ Daniel Mizonzo (16.10.2001 — по настоящее время)

## Источник
- Annuario Pontificio, Libreria Editrice Vaticana, Città del Vaticano, 2003, ISBN 88-209-7422-3
- Булла Quandoquidem Christi Ecclesia  (лат.)